# Nariño (tỉnh)
Nariño là một tỉnh của Colombia, được đặt tên theo Antonio Nariño. Tỉnh nằm ở phía tây Colombia, giáp với các tỉnh Sucumbíos, Carchi, Esmeraldas của Ecuador và Thái Bình Dương. Thủ phủ là Pasto.

## Các khu tự quản và thị trấn

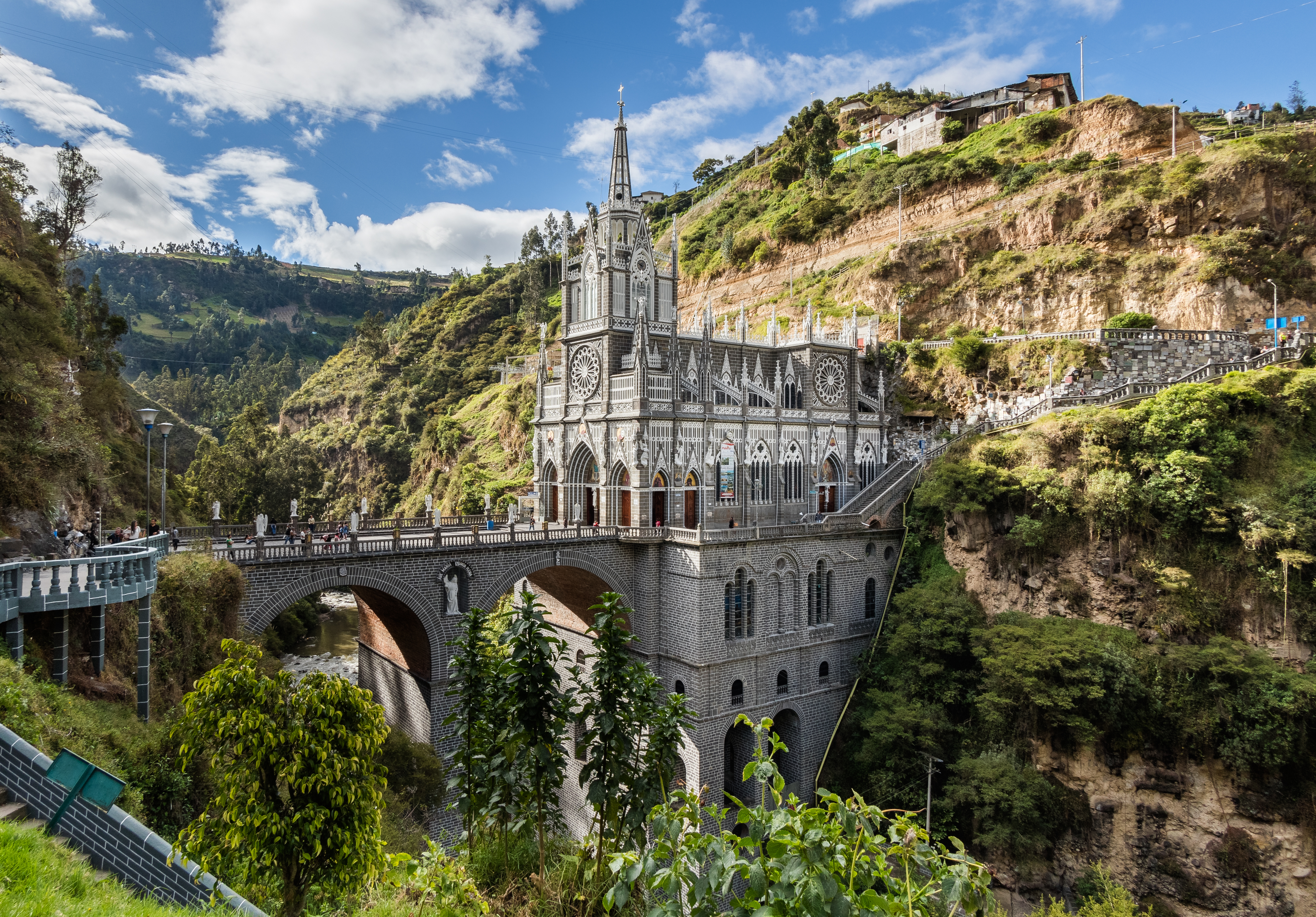
Thánh đường Las Lajas, Ipiales

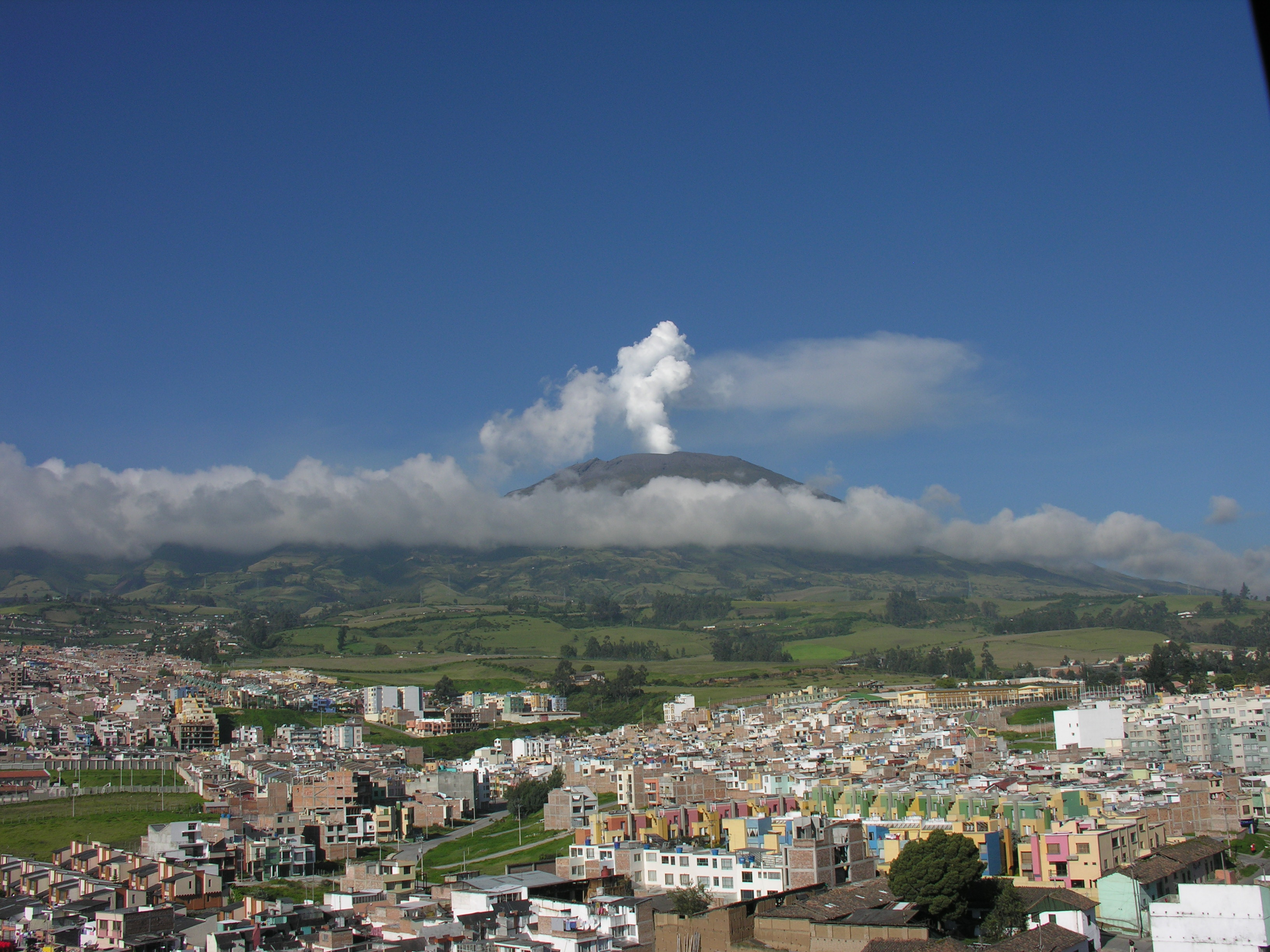
Núi lửa Galeras Pasto

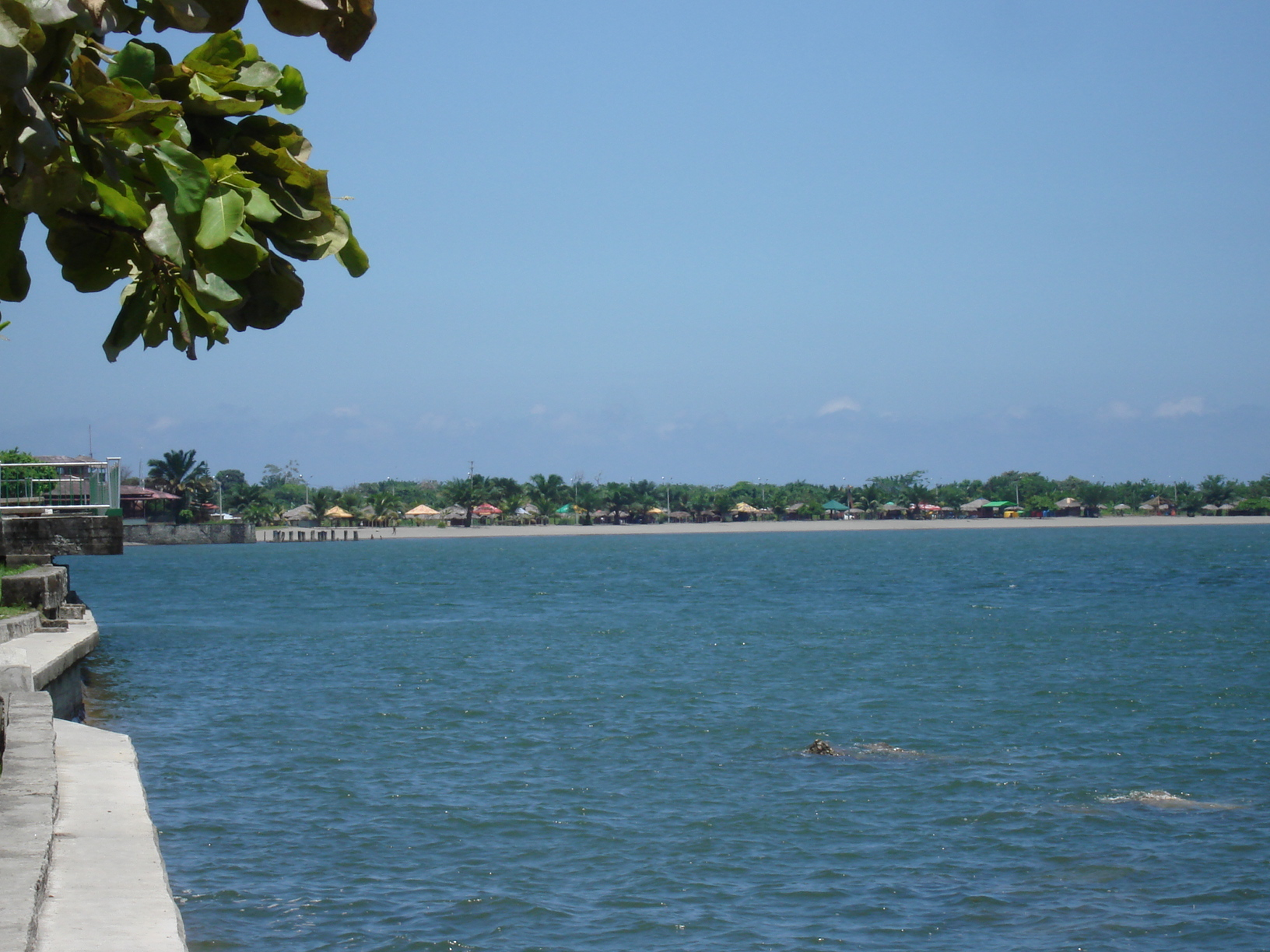
Bãi biển El Bajito, Tumaco

1. Albán
2. Aldana
3. Ancuyá
4. Arboleda
5. Barbacoas
6. Belén
7. Buesaco
8. Chachagüí
9. Colón (Génova)
10. Consaca
11. Contadero
12. Córdoba
13. Cuaspud
14. Cumbal
15. Cumbitara
16. El Charco
17. El Peñol
18. El Rosario
19. El Tablón
20. El Tambo
21. Francisco Pizarro
22. Funes
23. Guachucal
24. Guaitarilla
25. Gualmatán
26. Iles
27. Imues
28. Ipiales
29. La Cruz
30. La Florida
31. La Llanada
32. La Tola
33. La Unión
34. Leiva
35. Linares
36. Los Andes
37. Magui
38. Mallama
39. Mosquera
40. Nariño
41. Olaya Herrera
42. Ospina
43. Pasto
44. Policarpa
45. Potosí
46. Providencia
47. Puerres
48. Pupiales
49. Ricaurte
50. Roberto Payán
51. Samaniego
52. San Bernardo
53. Sandona
54. San Lorenzo
55. San Pablo
56. San Pedro de Cartago
57. Santa Barbara
58. Santa Cruz
59. Sapuyes
60. Taminango
61. Tangua
62. Tumaco
63. Tuquerres
64. Yacuanquer